# Prea târziu (film din 1996)
Pentru alte semnificații ale termenului, vezi Prea târziu (dezambiguizare)
Prea târziu este un film dramatic româno-francez din 1996 regizat de Lucian Pintilie. A fost prezentat la Festivalul de Film de la Cannes din 1996.

## Rezumat
Pe fundalul violenței și sărăciei societății române în tranziție, filmul prezintă povestea unui procuror, Dumitru „Mitică” Costa (jucat de Răzvan Vasilescu), care este trimis într-un oraș minier pentru a investiga o crimă dintr-o mină. Autoritățile, de la conducerea minei până la prefectura județului îi pun obstacole în cale, de teama că un scandal public va pune în pericol singura sursă de venituri a văii, industria minieră. Mitică se stabilește în oraș, la topografa Alina, pe care o cunoscuse în mină și cu care începe o relație. După ce urmărește o pistă falsă, care îl duce la o persoană din serviciile secrete, stabilită în străinătate, Mitică își dă seama că ucigașul trăiește în mină și își omoară victimele pentru mâncare. Pentru a-l scoate din galerii, oprește ventilația și sigilează toate celelalte intrări, așteptându-l cu un efectiv al armatei la ieșirea din mină.

## Distribuție
- Răzvan Vasilescu — Dumitru „Mitică” Costa, procurorul stagiar care anchetează moartea minerilor
- Cecilia Bârbora — ing. Alina Ungureanu, topograf minier la mina Fundesac
- Victor Rebengiuc — „Labă de Elefant”, directorul întreprinderii miniere
- Dorel Vișan — prefectul județului Hunedoara
- Ion Fiscuteanu — plutonierul Oană, șeful postului local de poliție
- Florin Călinescu — Măireanu, directorul Direcției Județene a SRI
- Mircea Rusu — ing. Munteanu, responsabilul cu protecția muncii al minei Fundesac
- Viorel Comănici — ing. Enache, șeful securității miniere al minei Fundesac
- Lucian Iancu — directorul exploatării miniere Fundesac (menționat Iancu Lucian)
- Florin Zamfirescu — Vasile Marcu, electricianul de zonă din mină
- Șerban Ionescu — minerul căruia i se fură mâncarea
- Emil Hoștină — minerul căruia i se fură mâncarea
- Gavril Pătru — minerul căruia i se fură mâncarea (menționat Pătru Gavril)
- Doru Ana — maistrul minier care-l conduce pe procuror prin galeriile minei
- Zoltan Butuc
- Dan Condurache — procurorul șef al Parchetului județului Hunedoara
- Mihai Brătilă — miner tânăr, martorul primei crime
- Luminița Gheorghiu — soția supraveghetorului găsit mort în mină, mamă a patru copii
- Gabriel Costea
- Andreea Banciu — Gilda, studentă la Conservatorul din București, cântăreață la violoncel
- Cristian Vornicelu — student la Conservatorul din București, cântăreț la vioară
- Tiberiu Buta — student la Conservatorul din București, cântăreț la vioară
- Andrei Chirilă — student la Conservatorul din București, cântăreț la vioară
- Ildiko Zamfirescu — bucătăreasa de la cantina minei
- Tania Popa
- Sorin Cristea — medicul psihiatru
- Cornel Scripcaru
- Ion Doruțiu
- Dumitru Ghiuzelea
- Gabriela Codre
- Marinela Chelaru
- Gheorghe Sereș
- Sandu Mihai Gruia (menționat Mihai Sandu)
- Velica Ioan
- Mihai Clita
- Adina Cristescu
- Ovidiu Niculescu
- Ioan Groșan — reporter de televiziune
- Andrei Gruzsniczki (menționat Andrei Moroșanu)
- Radu Jurj
- Costel Cașcaval — minerul flămând care este lovit cu o lopată în cap
- Ionuț Pohariu
- Ioan Bechet
- Ioan Ganju
- Vasile Popa — minerul care aduce cadavrul supraveghetorului mort în mină
- Raluca Petra
- Constantin Delica
- Ionel Popescu
- Marcelo Cobzariu — securist (menționat Marcel Cobzariu)
- Dan Tudor — recepționerul hotelului (nemenționat)
- Coca Bloos — secretara directorului întreprinderii miniere (nemenționată)

## Primire
Filmul a fost vizionat de 38.455 de spectatori în cinematografele din România, după cum atestă o situație a numărului de spectatori înregistrat de filmele românești de la data premierei și până la data de 31 decembrie 2014 alcătuită de Centrul Național al Cinematografiei.